# 藤枝市
藤枝市（日语：／ Fujieda shi */?）為靜岡縣中部、位于旧駿河國的市。過去是志太郡。

## 地理
位于靜岡縣中部的志太平野。北部為山區。
- 河流：瀨戶川、栃山川

## 行政
- 市長：北村　正平（2008年～）

（原靜岡放送／JNN系的主播）